# Попадюк Зорян Володимирович
Зорян Володимирович Попадюк (*21 квітня 1953, Львів) — український правозахисник, громадський діяч, дисидент часів СРСР.   

## Ранні роки
Мати Зоряна — Любомира Іванівна Попадюк (1928—1984) — була викладачем німецької мови у Львівському університеті. Значну частину дитинства Зорян провів у місті Самбір Львівської області в бабусі, учительки математики. Дід, теж колишній учитель, помер рано, але розповіді про його службу в Січових стрільцях залишили глибоку борозну в родині. Роки польської, німецької, а потім російської окупації загострили й загартували патріотизм родини. Разом із тим, ідеї європейського просвітництва й лібералізму з новітніми віяннями з метрополії, які доходили через самвидав, який розповсюджувала й мати, утвердили європейський характер світогляду Зоряна.
Одного разу після повені на березі Дністра відкрилася людям братська могила гімназистів, закатованих 1939 після приєднання Західної України до СРСР. Їх було 117. Берегом блукав божевільний дідусь. Ця страшна могила взяла двох його дітей. А на міському кладовищі височіла ще одна могила — у ній поховано понад 900 осіб, знищених у Самбірській в'язниці напередодні відступу Червоної армії в 1941. Родичі показали йому також і місце в лісі, де гітлерівці знищили декілька сотень євреїв. Окупація Чехословаччини в серпні 1968 довершила формування політичних і суспільних поглядів Зоряна.

## Дисидентська діяльність та ув'язнення
Ще навчаючись у Самбірській школі, Зорян Попадюк, разом зі своїми однокласниками (Омеляном Богушем, Ігорем Вовком, Володимиром Гальком, Олександром Іванцьом, Ігорем Ковальчуком, Яромиром Микитком, Дмитром Петриною, Романом Радонем та Євгеном Сеньківим) організував підпільну опозиційну групу «Український національно-визвольний фронт» (УНВФ; назвою хотіли наголосити на спадкоємності від УНФ — «Українського Національного Фронту» Дмитра Квецка, Зеновія Красівського, Мирослава Меленя, Михайла Дяка та інших дисидентів, який було розгромлено наприкінці 60-х). Скоро всі члени УНВФ вступили у виші, група розрослася кількісно та географічно.
Діяльність УНВФ полягала в розповсюдженні самвидавської літератури, зокрема, листівок проти національного пригноблення українського народу, знищення його культури й мови, окупації Чехословаччини в 1968. Передруковували й поширювали твори Івана Дзюби, Валентина Мороза, Євгена Сверстюка, В'ячеслава Чорновола та інших дисидентів, журнали «Український вісник», «Хроника текущих событий», твори Олександра Солженіцина, працю Мілована Джіласа «Новий клас». Удалося випустити власний громадсько-політичний журнал «Поступ».
28 березня 1973 декілька десятків студентів, у тому числі Попадюка, було заарештовано після появи листівок із протестом проти заборони святкування ювілею Тараса Шевченка у Львові. 06.08 П. був засуджений Львівським обласним судом за ст. 62 ч. 1 КК УРСР («антирадянська агітація і пропаганда») до 7 років позбавлення волі та 5 років заслання, Яромир Микитко — до 5 років позбавлення волі. Решту студентів іще до суду було виключено з вишів і призвано в армію.
Зорян Попадюк відбував покарання в таборах суворого режиму ЖХ-385/19 та 17-а в Мордовії. За участь у табірних акціях протесту та світоглядну непримиренність його неодноразово карали. У жовтні 1975 переведений на 3 роки в режимну в'язницю міста Володимира, де мав тривалу сердечно-судинну недугу. 30.10.1978 знову етапований у табір № 19.
Зорян Попадюк мав близькі стосунки з такими відомими дисидентами й діячами національно-визвольних рухів як Г. Суперфінн, В. Черних, П. Паулайтіс, Паруйр Айрікян, Мирослав Маринович. Тепло відгукувалися про Зоряна Попадюка Василь Стус, Микола Руденко, Кронід Любарський. Михайло Хейфец писав, що Зорян Попадюк «згадується йому якимось дивом шляхетності, поєднаної з такою ж природною і тому такою ж легкою талановитістю й відвагою».
2 червня 1980 прибув на заслання в селище Матросово Магаданської області. Працював шахтарем. 9.10.1980 прооперований на туберкульоз легень. Після операції працював столяром.
У травні 1981 їздив на 10 днів у відпустку до хворої матері (померла 19.09.1984). У зв'язку з погіршенням здоров'я в червні 1981 Попадюк був переведений в Актюбінську область Казахської РСР. Працював у колгоспі писарем.
02.09.1982 Попадюк знову заарештований за звинуваченням у проведенні «антирадянської агітації та пропаганди» (ст. 56 ч. 2 КК КазРСР). Під час слідства в Актюбінській в'язниці його неодноразово били, нібито за порушення режиму. «Справа» будувалася на «антирадянських висловлюваннях» у численних листах Попадюка друзям та знайомим, зокрема, на оцінках запровадження воєнного стану в Польщі. 04.03.1983 засуджений Актюбінським обласним судом до 10 років позбавлення волі та 5 років заслання. Відмовився від адвоката й касаційного суду. Карався в таборі суворого режиму ВС-389/36 (селище Кучино Пермської обл.).
Звільнений 05.02.1987 за Указом ПВР СРСР від 02.02.1987 про помилування групи політв'язнів. Реабілітований.

## Після звільнення

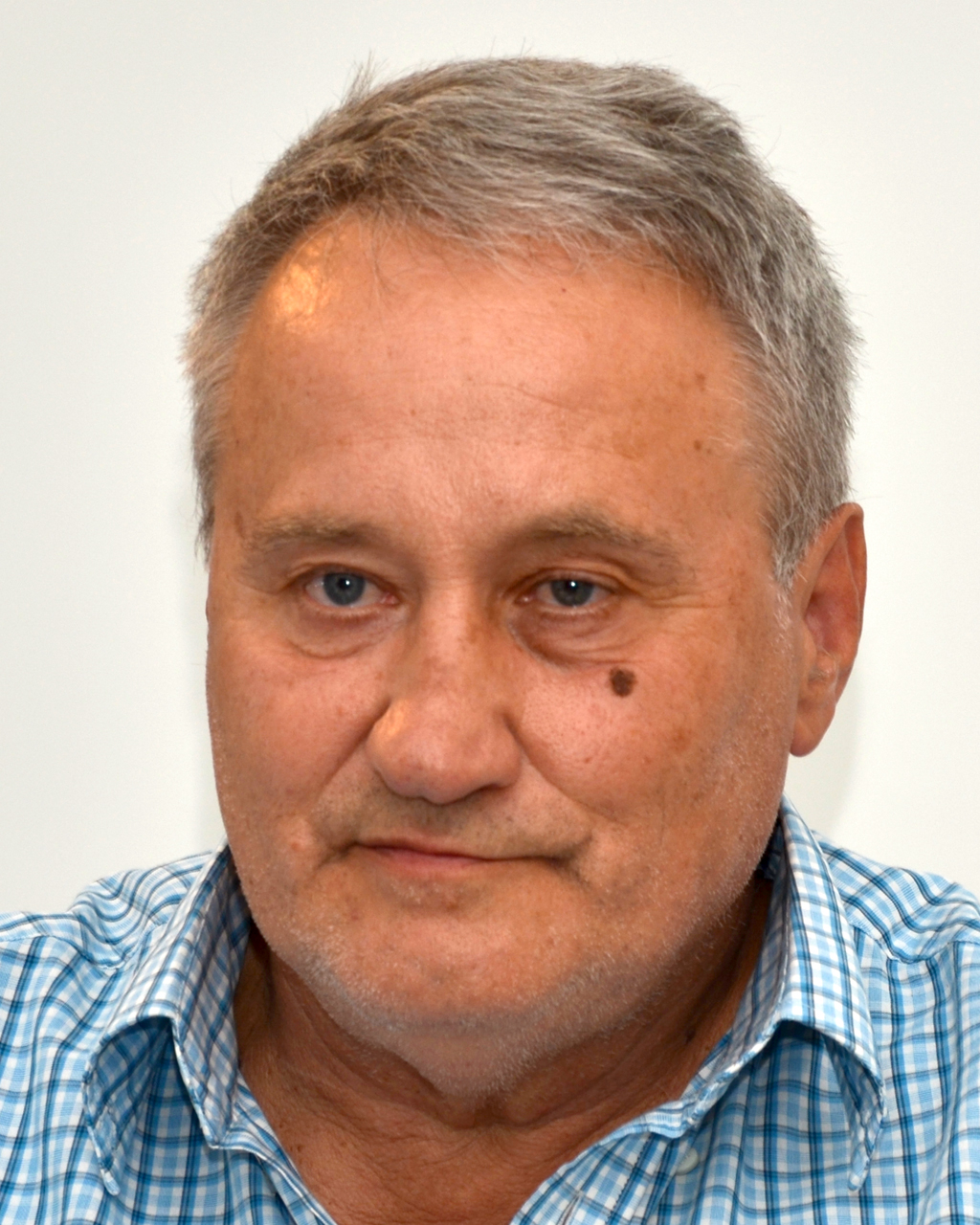
Зорян Попадюк, 2017 р.

Працював у місті Самбір вантажником та столярем. 1990 обраний головою міськради, пізніше головою міськвиконкому, 1992 призначений представником Президента України в Самбірському районі, 1997 — головою Старосамбірської райдержадміністрації, з 1998 — заступник голови Самбірської райдержадміністрації.

## Родина
Одружений, син Любомир 1988, донька Ірина 1989 р.н., пасинок Андрій 1976 р.н.